# Межинув
Межинув (пол. Mierzynów) — село в Польщі, у гміні Русець Белхатовського повіту Лодзинського воєводства.
Населення — 182 особи (2011).
У 1975-1998 роках село належало до Серадзького воєводства.

## Демографія
Демографічна структура станом на 31 березня 2011 року:
|          | Загалом | Допрацездатний вік | Працездатний вік | Постпрацездатний вік |
| -------- | ------- | ------------------ | ---------------- | -------------------- |
| Чоловіки | 82      | 17                 | 57               | 8                    |
| Жінки    | 100     | 23                 | 50               | 27                   |
| Разом    | 182     | 40                 | 107              | 35                   |